# Vicepresidenti dell'Uruguay
I vicepresidenti dell'Uruguay sono elencati in questo articolo, una posizione che è stata creata dalla Costituzione del 1934 ma ha subito cambiamenti nel corso della storia dell'Uruguay.

## Lista
| Nº                                             | Ritratto                                       | Vicepresidente                                 | Mandato                                        | Mandato                                        | Partito                                        | Elezione                                       | Presidente                   | Note |
| Nº                                             | Ritratto                                       | Vicepresidente                                 | Inizio                                         | Fine                                           | Partito                                        | Elezione                                       | Presidente                   | Note |
| ---------------------------------------------- | ---------------------------------------------- | ---------------------------------------------- | ---------------------------------------------- | ---------------------------------------------- | ---------------------------------------------- | ---------------------------------------------- | ---------------------------- | --- |
| 1                                              |                                                | Alfredo Navarro (1868–1951)                    | 18 maggio 1934                                 | 19 giugno 1938                                 | Colorado                                       | —                                              | Gabriel Terra                | Viene eletto dalla III Convenzione costituzionale nazionale. |
| 2                                              |                                                | César Charlone (1895–1973)                     | 19 giugno 1938                                 | 1º marzo 1943                                  | Colorado                                       | 1938                                           | Alfredo Baldomir             | |
| 3                                              |                                                | Alberto Guani (1877–1956)                      | 1º marzo 1943                                  | 1º marzo 1947                                  | Colorado                                       | 1942                                           | Juan José de Amézaga         | |
| 4                                              |                                                | Luis Batlle Berres (1897–1964)                 | 1º marzo 1947                                  | 2 agosto 1947                                  | Colorado                                       | 1946                                           | Tomás Berreta                | Ha assunto la Presidenza dopo la morte di Tomás Berreta. |
| 5                                              |                                                | Alfeo Brum (1898–1972)                         | 2 agosto 1947                                  | 1º marzo 1951                                  | Colorado                                       | —                                              | Luis Batlle Berres           | Ha assunto la Vicepresidenza come primo senatore del partito più votato. |
| 5                                              | 1º marzo 1951                                  | Alfeo Brum (1898–1972)                         | 1º marzo 1952                                  | Colorado                                       | 1950                                           | Andrés Martínez Trueba                         |                              | |
| Funzione abolita 1º marzo 1952 – 1º marzo 1967 | Funzione abolita 1º marzo 1952 – 1º marzo 1967 | Funzione abolita 1º marzo 1952 – 1º marzo 1967 | Funzione abolita 1º marzo 1952 – 1º marzo 1967 | Funzione abolita 1º marzo 1952 – 1º marzo 1967 | Funzione abolita 1º marzo 1952 – 1º marzo 1967 | Funzione abolita 1º marzo 1952 – 1º marzo 1967 | Consejo Nacional de Gobierno | La funzione di presidente e vicepresidente è sostituita dal Consejo Nacional de Gobierno. |
| 6                                              |                                                | Jorge Pacheco Areco (1920–1998)                | 1º marzo 1967                                  | 6 dicembre 1967                                | Colorado                                       | 1966                                           | Óscar Diego Gestido          | Ha assunto la Presidenza dopo la morte di Óscar Diego Gestido. |
| 7                                              |                                                | Alberto Abdala (1920–1986)                     | 6 dicembre 1967                                | 1º marzo 1972                                  | Colorado                                       | —                                              | Jorge Pacheco Areco          | Ha assunto la Vicepresidenza come primo senatore del partito più votato. |
| 8                                              |                                                | Jorge Sapelli (1926–1996)                      | 1º marzo 1972                                  | 27 giugno 1973                                 | Colorado                                       | 1971                                           | Juan María Bordaberry        | Si è dimesso dopo il colpo di Stato. |
| Vacante 27 giugno 1973 – 1º marzo 1985         | Vacante 27 giugno 1973 – 1º marzo 1985         | Vacante 27 giugno 1973 – 1º marzo 1985         | Vacante 27 giugno 1973 – 1º marzo 1985         | Vacante 27 giugno 1973 – 1º marzo 1985         | Vacante 27 giugno 1973 – 1º marzo 1985         | Vacante 27 giugno 1973 – 1º marzo 1985         | Dittatura civile-militare    | |
| 9                                              |                                                | Enrique Tarigo (1927–2002)                     | 1º marzo 1985                                  | 1º marzo 1990                                  | Colorado                                       | 1984                                           | Julio María Sanguinetti      | |
| 10                                             |                                                | Gonzalo Aguirre (1940–2021)                    | 1º marzo 1990                                  | 1º marzo 1995                                  | Nazionale                                      | 1989                                           | Luis Alberto Lacalle         | |
| 11                                             |                                                | Hugo Batalla (1926–1998)                       | 1º marzo 1995                                  | 3 ottobre 1998                                 | Colorado                                       | 1994                                           | Julio María Sanguinetti      | Muore in carica. |
| 12                                             |                                                | Hugo Fernández Faingold (1947–)                | 3 ottobre 1998                                 | 1º marzo 2000                                  | Colorado                                       | —                                              | Julio María Sanguinetti      | Ha assunto la Vicepresidenza come primo senatore del partito più votato. |
| 13                                             |                                                | Luis Hierro López (1947–)                      | 1º marzo 2000                                  | 1º marzo 2005                                  | Colorado                                       | 1999                                           | Jorge Batlle                 | |
| 14                                             |                                                | Rodolfo Nin Novoa (1948–)                      | 1º marzo 2005                                  | 1º marzo 2010                                  | Fronte Ampio                                   | 2004                                           | Tabaré Vázquez               | |
| 15                                             |                                                | Danilo Astori (1940–2023)                      | 1º marzo 2010                                  | 1º marzo 2015                                  | Fronte Ampio                                   | 2009                                           | José Mujica                  | |
| 16                                             |                                                | Raúl Sendic Rodríguez (1962–)                  | 1º marzo 2015                                  | 13 settembre 2017                              | Fronte Ampio                                   | 2014                                           | Tabaré Vázquez               | Si è dimesso |
| 17                                             |                                                | Lucía Topolansky (1944–)                       | 13 settembre 2017                              | 14 febbraio 2020                               | Fronte Ampio                                   | —                                              | Tabaré Vázquez               | Ha assunto la vicepresidenza come seconda senatrice del partito più votata, dal momento che il primo senatore del partito più votato, José Mujica, può diventare presidente o vicepresidente solo 5 anni dopo la fine del suo mandato. |
| 18                                             |                                                | Beatriz Argimón (1961–)                        | 1º marzo 2020                                  | 1º marzo 2025                                  | Partito Nazionale                              | 2019                                           | Luis Alberto Lacalle Pou     | Prima vicepresidente donna eletta in Uruguay |
| 19                                             |                                                | Carolina Cosse (1961–)                         | 1º marzo 2025                                  | in carica                                      | Fronte Ampio                                   | 2024                                           | Yamandú Orsi                 | |